# Wen-čuan
Wen-čuan (温泉) je druhé nejvýše položené osídlené místo na světě. Leží v Tibetu, v provincii Čching-chaj. Město je v nadmořské výšce 5100 metrů. Bylo vybudováno v padesátých letech 20. století v blízkosti města Golmud u železnice a dálnice spojující Čínu a Tibet. Místo nemá žádné trvalé obyvatele.